# 東郷村 (山形県北村山郡)
東郷村（とうごうむら）は、かつて山形県北村山郡にあった村。

## 沿革
- 1889年（明治22年）4月1日 - 町村制施行に伴い北村山郡野川村、沼沢村、猪野沢村、白水村、万善寺村、太田新田、幾右衛門新田が合併し、東郷村が発足。
- 1954年（昭和29年）8月1日 - 北村山郡東根町、高崎村、大富村、小田島村、長瀞村と合併し、東根町を新設して消滅。